# Klaus Pruenster
Klaus Pruenster (* 26. Mai 1957 in Feldkirch, Vorarlberg) ist ein österreichischer Komponist und Gitarrist.

## Leben
Klaus Pruenster, geboren in Feldkirch, absolvierte sein Musikstudium am Konservatorium Bregenz und am Vorarlberger Landeskonservatorium Feldkirch. Anfang der 1980er übersiedelte er von Vorarlberg nach Linz/Oberösterreich, wo er als Professor für Musik am Gymnasium tätig war. Er gilt als Miterfinder der „computerakustischen Rockmusik mit Erdenklängen“, die er bei internationalen Musik-Projekten anlässlich des Elektronik-Festivals „Ars Electronica“ weiterentwickelt. So z. B. bei der Uraufführung der computerakustischen Sinfonie „Erdenklang“ mit Hubert Bognermayr und dem Erfinder des Synthesizers Bob Moog, sowie bei der Aufführung der „Bergpredigt“ im Linzer Dom, als Dirigent und Gitarrensolist.
Mit der Veröffentlichung seiner ersten Solo-LP „Zweisamkeit“ gelang Klaus Pruenster der Durchbruch als Pop-Interpret. Die Single-Auskopplung „Wunderwelt“ wurde zu einem der größten Hits der 1980er Jahre in Österreich. Zahlreiche Schallplattenproduktionen als Interpret, Produzent und Arrangeur folgten. Mit der Veröffentlichung von „Planet Nr. 1“ wurde die Musik von Klaus Pruenster zunehmend intellektueller; er zog sich aus dem „Mainstream“ mehr und mehr zurück und befasste sich in seinen Arbeiten verstärkt mit politischen und gesellschaftlichen Inhalten. Veröffentlichungen der Tonträger „Zeig mir den Weg zu den Sternen“, „Land der Träume“, „Herzschlag“, sowie das musikalische Psychogramm „Tiefenrausch“ Anfang der 1990er Jahre folgten.
Neben zahlreichen Konzerten schrieb und produzierte er in seinem Kompositionsbüro „Klangwelt“ verstärkt Musik für die Filmindustrie. So. z. B. die Filmmusik für 17 Folgen der Fernsehserie Klinik unter Palmen, „Abenteuer in Südafrika – Christine III“ unter der Regie von Christian Kohlund, Ein himmlischer Freund, der Fernsehzweiteiler Rose unter Dornen mit Heinz Hoenig in der Hauptrolle usw. 2006 schrieb er für Joseph Vilsmaiers Das Weihnachts-Ekel die Filmmusik. Original Soundtracks mit Filmmusik von Klaus Pruenster sind ebenfalls auf CD erschienen.
Seit 2001 ist Klaus Pruenster mit dem Schweizer Schauspieler Christian Kohlund im Theaterstück Im Zweifel für den Angeklagten, für das er auch die Musik schrieb, live als Gitarrist auf der Bühne zu sehen. Seit 2010 treten beide Künstler gemeinsam mit dem (be)sinnlichen Programm „Weihnachtsblues“ in Österreich, Deutschland und der Schweiz auf. 2013 erfolgte die Live Premiere in Chicago.
Filme mit der Musik von Klaus Pruenster erreichten hohe Auszeichnungen bei internationalen Filmfestspielen, so z. B. den „Award for Music&Lyrics“ für „You are my Hearts Delight“, von Franz Lehár, beim New York Film & TV Festival.
Für die Eröffnung des Internationalen Brucknerfestes im Kulturhauptstadtjahr 2009 in Linz wurde Klaus Pruenster mit der Komposition eines großen Orchesterwerkes für das Brucknerorchester Linz beauftragt. Die Uraufführung fand am 13. September 2009 mit großem Erfolg im Brucknerhaus Linz statt.
2010 erfolgte das Live-Comeback als Gitarrist, er spielt seither Solo Konzerte in Österreich, Deutschland und der Schweiz. Im Herbst 2011 wurde die CD Famous Guitar, sein erstes Album für Solo-Acoustic Gitarre international veröffentlicht. Von 2014 bis 2016 ist Klaus Pruenster Kurator des Gitarrenfestivals „Flaming Strings“ im Linzer Brucknerhaus. Von der Stadt Linz wurde Pruenster in den Aufsichtsrat der Betriebsgesellschaft der Linzer Tabakfabrik berufen. Bislang wurden Tonträger mit der Musik von Klaus Pruenster über eine Million Mal verkauft.
Für sein Schaffen wurde Klaus Pruenster mit der Verdienstmedaille des Landes Oberösterreich sowie mit dem Großen Ehrenzeichen für Verdienste um die Kultur der Stadt Linz ausgezeichnet. Im Februar 2015 wurde ihm von der Republik Österreich der Berufstitel „Professor“ durch Kulturminister Dr. Josef Ostermayer verliehen. Nach 20 Jahren Abstinenz vom Pop-Business veröffentlichte Klaus Pruenster im Oktober 2015 wieder einen Poptitel. Der Videoclip zu „The Train“, ein bedingungsloses Statement gegen Intoleranz, wurde anlässlich des Konzertes „Voices for Refugees“ im Oktober 2015 am Wiener Heldenplatz vor 120.000 Menschen uraufgeführt. Ebenso wurde im Dezember 2015 das zweite Album für Sologitarre mit dem Titel „Guitar Experience“, bei dem neben der akustischen Gitarre auch Gitarren-Synthesizerklänge zum Einsatz kommen, veröffentlicht. 2017 entstand in Zusammenarbeit mit José Feliciano die Neuaufnahme des 70er Klassikers „Streets of London“ als Single. Weiters wurde das Album „Timeless“ veröffentlicht, auf dem Klaus Pruenster neben instrumentalen Kompositionen für Gitarre wieder Vokaltitel interpretiert. Mit den Singles „Helden und Idioten“ 2021 und „Alles wird gut“ 2022 kehrt Klaus Pruenster wieder zu seinen popmusikalischen Wurzeln zurück. Das Album „Menschen“ erscheint am 14. Oktober 2022 in Deutschland, der Schweiz und Österreich. Zum „40th Anniversary“ gibt es ab November die 6er CD-Box „Klaus Pruenster 1982 - 2022“ mit remasterten Neuauflagen der Alben Zweisamkeit, Herzschlag und Tiefenrausch sowie den Compilations „Best of Singles“ und „Best of Guitar“.

## Augenblickskunst
Seit 1997 ist Klaus Pruenster mit seiner mehrfach ausgezeichneten Veranstaltungsagentur eventcompany.diekunstdesaugenblicks auch als Augenblickskünstler tätig. 2004 erhält er für sein Werk CMYK – eine 4färbige Komposition für die Sinne den Austrian Event Award in Gold.

## Diskografie
- Wunderwelt – Single 1982
- Liebe mich wie ich bin – Single 1982
- Zweisamkeit (ist die schön´re Zeit) – LP 1982
- Do it yourself – Single 1984
- Blabblabb – Single 1984
- Über 1000 Meter liegt noch Schmäh – LP 1984
- Planet Nr. 1 – Maxi-Single 1986
- Land der Träume – Single 1987
- Zeig mir den Weg zu den Sternen – Single 1987
- Herzschlag – CD 1990
- Herzschlag – Single 1990
- Nur Mut – Single 1991
- Es fängt immer ganz harmlos an – Single 1993
- Tiefenrausch – CD 1994
- Gib mir mehr – Single 1994
- Ich liebe dich dafür – Single-CD 1993
- Tierärztin Christine III – CD-Soundtrack 1998
- Klinik unter Palmen – CD-Soundtrack 2001
- Rose unter Dornen – CD-Soundtrack 2006
- Maria Wörth Single – Single-CD Soundtrack 2007
- Wunderwelt 2011 Reloaded (feat. A. Unterberger, S. Schwarz, N. Ofzcarek) – CD 2011
- Famous Guitar – CD 2011
- The Train – Single 2015
- Guitar Experience – CD 2015
- Streets of London – Single 2017 (Duett mit José Feliciano)
- Timeless – CD 2017
- Helden und Idioten – Single 2021
- Alles wird gut – Single 2022
- Menschen – CD 2022

## Filmografie
- Ein himmlischer Freund (2003)
- Der Arzt vom Wörthersee (4 Folgen, 2006–2008)
- Das Weihnachts-Ekel (2006)
- Klinik unter Palmen (17 Folgen, 1998–2003)
- Rose unter Dornen (2 Folgen, 2006)
- Tierärztin Christine III (1998)
- Paulas Traum (2009)
- Am Ende des Tages (Titelsong, 2011)
- Inseln vor dem Wind (2012)
- Der Zürich-Krimi „Borchert und die letzte Hoffnung“ (Song „Mad World“, 2018)